# 19407 Standing Bear
19407 Standing Bear este un asteroid din centura principală de asteroizi.

## Descriere
19407 Standing Bear este un asteroid din centura principală de asteroizi. A fost descoperit pe 25 martie 1998 la Lime Creek de Robert Linderholm. Asteroidul prezintă o orbită caracterizată de o semiaxă mare de 2,59 ua, o excentricitate de 0,12 și o înclinație de 15,0° în raport cu ecliptica.